# Grattacielo della Regione Piemonte
Le Grattacielo della Regione Piemonte (gratte-ciel de la région du Piémont) est le gratte-ciel, situé à Turin, qui abrite les bureaux centraux et organes de la région Piémont, mais pas le Conseil régional, qui est continue à siéger au Palazzo Lascaris (it).
Construit à partir de 2011 sous la direction de l'architecte Massimiliano Fuksas,
il est présenté au Conseil régional en séance publique le 22 novembre 2007. Il compte 41 étages de bureaux, et le dernier est aménagé en un « bois suspendu ».